# Muramasa (film)
Muramasa (村正?) è un film d'animazione giapponese del 1987 diretto da Osamu Tezuka ed ispirato alle leggende circa le famose katane Muramasa.
In Italia è stato proiettato per la prima volta in esclusiva al Bologna Future Film Festival 2002, durante un evento dedicato al celebre autore giapponese.

## Trama
Un uomo sfodera una katana stregata. La sete di sangue dell'oggetto soggioga lo spadaccino e questi, non riuscendo più a distinguere gli esseri umani dai fantocci di paglia, compie stragi su stragi. Schiavo ormai della spada, non riesce neanche a concedersi un sonno ristoratore senza svegliarsi e correre ad uccidere. Quando un giorno intravede un bambino sotto l'apparente vista ingannatrice dell'ennesimo fantoccio di paglia, comprende finalmente il proprio stato disperato di prostrazione.
Rifiutando di servire ancora la katana sanguinaria finisce per divenire via via un fantoccio lui stesso ed allora, accasciato ad un albero, poco prima di morire, commette harakiri, morendo onorevolmente.